# Хованский, Сергей Владимирович
Серге́й Влади́мирович Хова́нский (род. 12 февраля 1977, Энгельс, Саратовская область) — российский гребец-байдарочник, выступал за сборную России в 2000-х годах. Трижды бронзовый призёр чемпионатов мира, обладатель серебряных и бронзовых медалей чемпионатов Европы, многократный победитель и призёр этапов Кубка мира, чемпион национальных и молодёжных регат. На соревнованиях представлял Саратовскую область, мастер спорта международного класса. Также известен как спортивный функционер.

## Биография
Родился 12 февраля 1977 года в Энгельсе (Саратовская область). Активно заниматься греблей на байдарке начал в возрасте тринадцати лет, проходил подготовку в саратовской областной специализированной детско-юношеской спортивной школе олимпийского резерва и в саратовском областном училище олимпийского резерва, тренировался под руководством тренера С. С. Шевчука. В 1996 году окончил Энгельсский химико-механический техникум, тогда же выполнил норматив мастера спорта.
На международном уровне Хованский впервые заявил о себе в сезоне 2004 года, когда попал в основной состав российской национальной сборной и благодаря череде удачных выступлений удостоился права защищать честь страны на чемпионате Европы в польской Познани. С напарниками по команде Степаном Шевчуком, Олегом Чертовым и Андреем Тиссиным выиграл серебряную и бронзовую медали, в двойках на двухстах метрах и в четвёрках на пятистах метрах соответственно.
В 2006 году Хованский одержал победу на Кубке России, после чего отправился на чемпионат мира в венгерский Сегед, откуда привёз награду бронзового достоинства, выигранную в гонке четвёрок на дистанции 200 метров — при этом его партнёрами были Сергей Косилов, Константин Вишняков и Степан Шевчук. Год спустя повторил это достижение на соревнованиях в немецком Дуйсбурге, с тем же экипажем за исключением Косилова, которого сменил Антон Васильев. В 2009 году в той же дисциплине завоевал серебро на чемпионате Европы в Бранденбурге, был членом экипажа, куда вошли Степан Шевчук, Роман Зарубин и будущий олимпийский чемпион Александр Дьяченко. Позже с тем же составом выиграл бронзовую медаль на мировом чемпионате в канадском Дартмуте, в третий раз подряд стал бронзовым призёром в программе четвёрок на двухсотметровой дистанции.
Вскоре после этих соревнований Сергей Хованский принял решение завершить карьеру профессионального спортсмена — за выдающиеся спортивные достижения удостоен почётного звания «Мастер спорта России международного класса». После завершения спортивной карьеры стал спортивным чиновником, занимал должность заместителя директора саратовской областной специализированной детско-юношеской спортивной школы олимпийского резерва, начиная с 2013 года является директором областного центра спортивной подготовки «Школа высшего спортивного мастерства». Имеет два высших образования, окончил Саратовский государственный аграрный университет имени Н. И. Вавилова и Саратовский государственный университет имени Н. Г. Чернышевского, имеет квалификацию педагога по физической культуре и спорту. Женат, есть сын.